# Olli Remes
Olli Remes   (Iisalmi, 8 de setembre de 1909 - 31 de desembre de 1942) va ser un esquiador de fons finlandès que va competir durant la dècada de 1930.
En el seu palmarès destaca una medalla de bronze al Campionat del Món d'esquí nòrdic de 1934. El 1936 va prendre part en els Jocs Olímpics d'Hivern de Garmisch-Partenkirchen, on fou segon en la prova de patrulla militar, esport de demostració en aquells Jocs i precursor del biatló.